# ديار المحرق
ديار المحرق هي عبارة عن مجمع من سبع جزر اصطناعية في أرخبيل البحرين، تبعد 10.5 كـم (6.5 ميل) عن شمال شرق العاصمة المنامة في جزيرة البحرين.

## التاريخ
سميت على اسم جزيرة المحرق التي تقع بالقرب منها.
في ديسمبر 2015، اكتمل بناء مدينة التنين أو ما يعرف بالسوق الصيني، وهو مركز تسوق على الطراز الصيني تديره تشينامكس، على الجزر.
في يناير 2016، أعلن عن تطوير مراسي رزيدنسز الفاخرة ضمن مجمع مراسي البحرين بالجزر، ومن المقرر الانتهاء منه في عام 2018.
في ديسمبر 2021، افتتح سوق البراحة، وهو سوق شعبي تراثي على غرار سوق المباركية في الكويت.

## التركيبة السكانية
تغطي ديار المحرق سبع جزر صناعية صُممت لتكون مدينة مكتفية ذاتيًا مع مرافق تجارية وسكنية. بدأت الجزر مأهولة بالسكان في عام 2015. عدد السكان الحالي غير معروف.

## الإدارة
تنتمي ديار المحرق إلى محافظة المحرق.

## النقل
الجزر لها جسر يربطها بجزيرة المحرق، الجزيرة الرئيسية يمكن الوصول إليها عن طريق وسائل النقل العام عن طريق الحافلات ولها أيضا مرسى كبير.

## مشاريع الإسكان
تتضمن خطة ديار المحرق إنشاء مشاريع إسكان اجتماعي على مساحة 1.2 مليون متر مربع لـ133 وحدة شمال غرب الجزيرة الاصطناعية في منطقة تسمى ديرة العيون. مُوِّلَ المشروع بـ366 مليون دولار من قبل 4 بنوك هم: بنك السلام، وبيت التمويل الكويتي، وبنك البحرين والكويت، وبنك البركة.
ديوانية ديرة العيون
تأسست مجموعة شبابية تحت اسم *ديوانية ديرة العيون* في منطقة *ديار المحرق* بالبحرين في سنة 2020. تهدف هذه المجموعة إلى جمع أهالي المنطقة من الطائفتين الكريمتين، حيث يعيشون كالأخوة كما كانوا في البحرين القديمة، بروح من الترابط والتآلف. تقوم الديوانية بتنظيم فعاليات سنوية لأهالي المنطقة وأيضًا فعاليات خاصة بالشباب بشكل دوري، مما يعزز الروابط الاجتماعية ويوفر مساحة للشباب للتفاعل والمشاركة في المجتمع. وشهدت الديوانية حضورًا لافتًا من بعض المسؤولين والنواب والتجار من داخل وخارج البحرين، مما يعزز ثقتهم بالديوانية ويزيد من تأثيرها في المجتمع.
من مشاريع ديار المحرق الإسكانية:
- سارات
- ديرة العيون[8]
- النسيم
- البارح[9]
- القمرة
- مُزون[10][11]
- حي النور
- حي الشروق
- جيوان

## معرض الصور

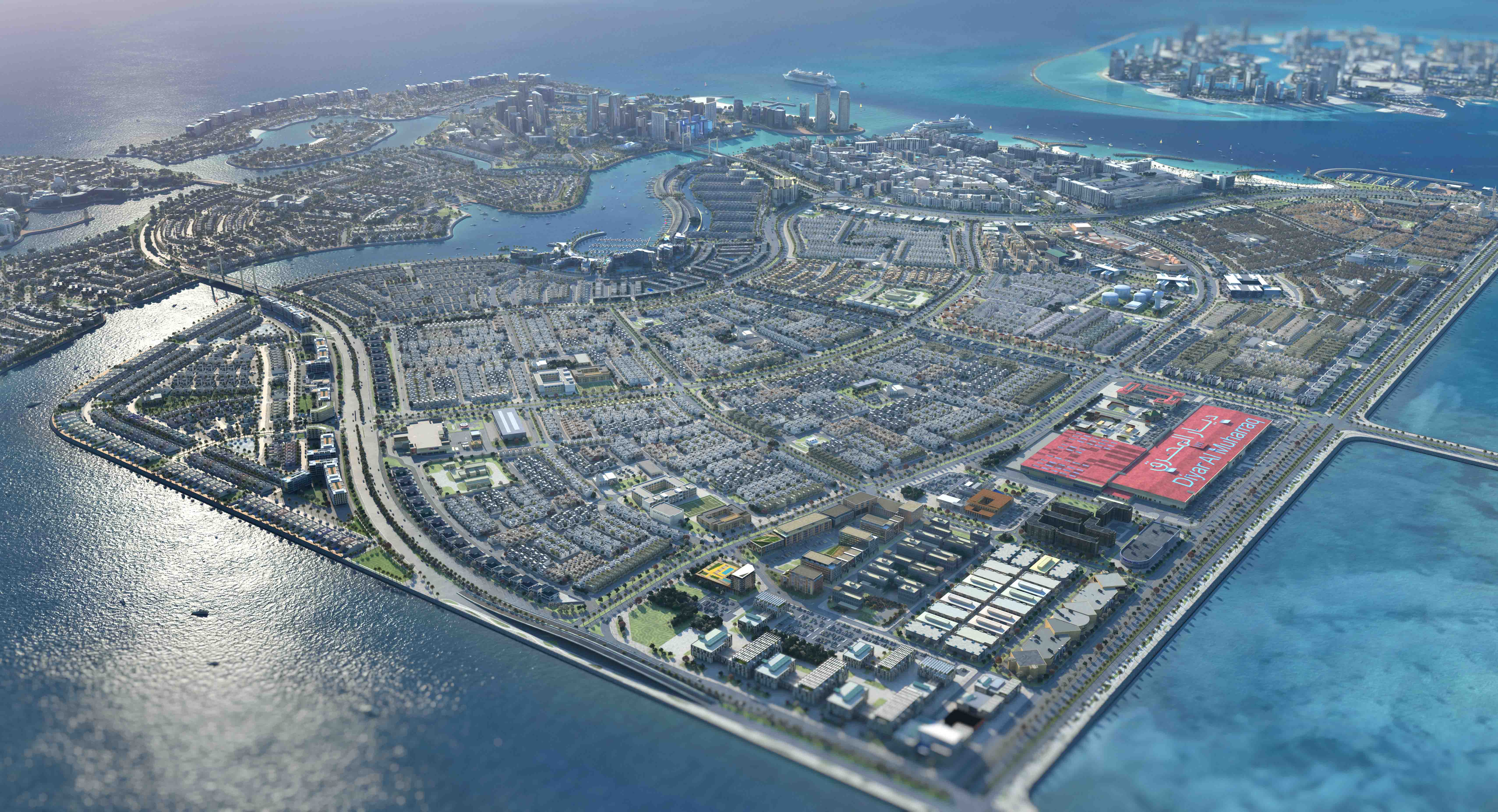
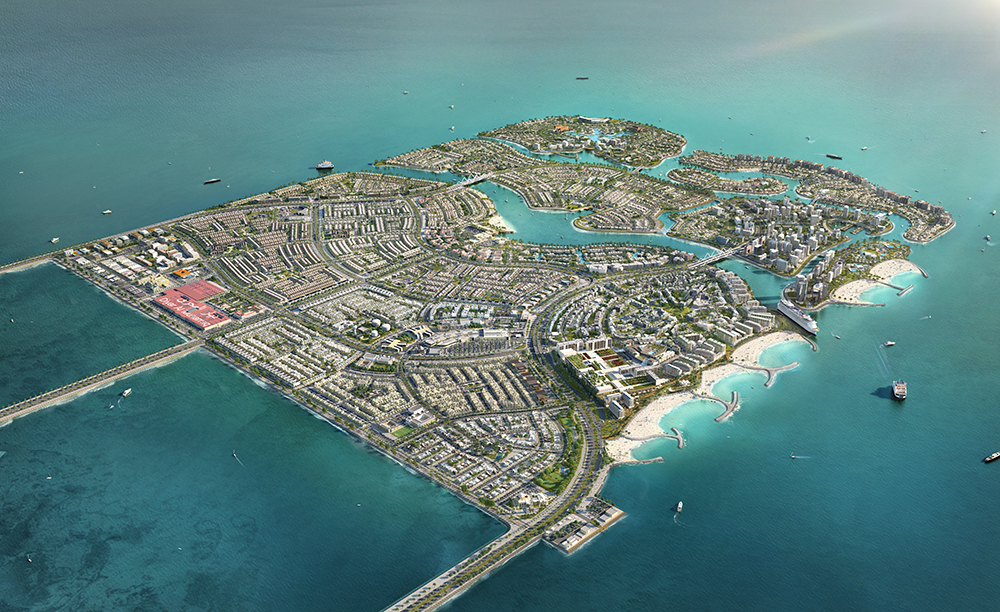

## أنظر أيضًا
- قائمة جزر البحرين
- ديوانية ديرة العيون

## وصلات خارجية
ديوانية ديرة العيون